# Flotten, Hemmet och Sandlådan

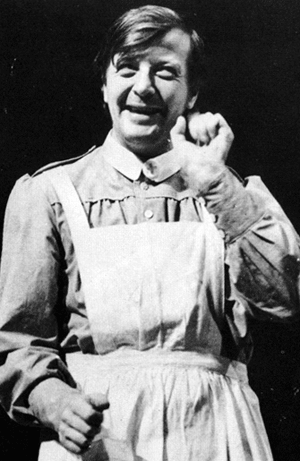
Kent Andersson som sjuksyster i pjäsen Hemmet på Göteborgs stadsteater 1968

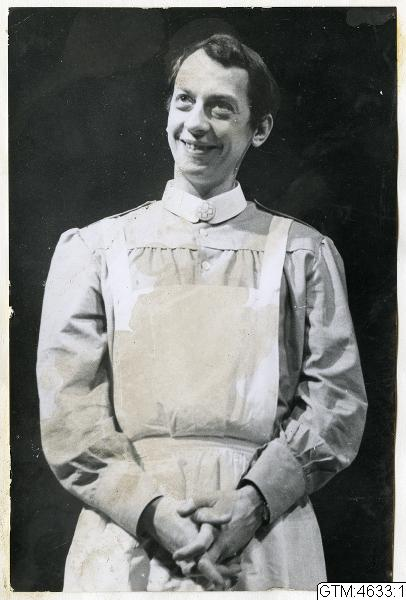
Måns Westfelt som "syster Gunnel" i "Hemmet" 1967

Flotten, Hemmet och Sandlådan är en teatertrilogi med premiär på Göteborgs stadsteater på 1960-talet.

## Flotten
Flotten skapades 1967 av en ensemble med Kent Andersson, Lennart Hjulström (regissör), Marian Gräns, Ingvar Hirdwall, Arne Nyberg, Birgitta Stahre och Måns Westfelt. Pjäsen hade urpremiär på Göteborgs stadsteater den 29 april 1967.
Flotten berättar om en grupp människor som driver på en flotte mot Lycksalighetens ö och är samhällskritisk. Den tar upp företeelser som driver utvecklingen under 1960-talet, och även driver utvecklingen idag, såsom jakt efter pengar och framgång för att nå personlig lycka. Pjäsen gisslar kapitalism,  främlingsfientlighet och bristande solidaritet och medmänsklighet.
Flotten är den första av Kent Anderssons tre starkt samhällskritiska pjäser, alla med premiär i slutet av 1960-talet på Göteborgs stadsteater. De övriga är Hemmet från 1968 och Sandlådan från 1969.

## HemmetochSandlådan
Flotten följdes upp av Kent Andersson med de likaledes samhällskritiska teaterpjäserna Hemmet och Sandlådan till en trilogi. Hemmet skrevs tillsammans med Bengt Bratt. Alla hade premiär på Göteborgs stadsteater under slutet av 1960-talet.
En nyuppsättning på Göteborgs stadsteater med samma ensemble av hela trilogin i ett svep gjordes med premiärer respektive 26 maj, 27 maj och 28 maj 1970.